# Cantó de Barenton
El cantó de Barenton és un cantó francès del departament de la Manche, situat al districte d'Avranches. Té 4 municipis i el cap es Barenton.

## Municipis
- Barenton
- Ger
- Saint-Cyr-du-Bailleul
- Saint-Georges-de-Rouelley

## Història
| Data d'elecció                           | Identitat            | Partit               | Qualitat |
| ---------------------------------------- | -------------------- | -------------------- | -------- |
| 1945-1951                                | Roger Denis          | Divers droite        |          |
| 1951-1964                                | Étienne de Thieulloy | Divers droite        |          |
| 1964-1983                                | Émile Bizet          | PCF, UDR després RPR |          |
| 1983-                                    | Hubert Guesdon       | RPR, després UMP     |          |
| les dades anteriors no són pas conegudes |                      |                      |          |
|                                          |                      |                      |          |

## Demografia
| A partir de 1990: Població sense dobles comptes |